# 紐約-紐約酒店
紐約-紐約酒店（英語：New York-New York Hotel & Casino）是一間位於內華達州天堂市賭城大道上的賭場酒店，亦是米高梅國際酒店集團轄下其中一間最大的賭場。

## 設計
紐約-紐約酒店顧名思義，紐約-紐約酒店採用1940年代紐約市的天際線作為他們的主題。整個建築如是紐約市的縮影，數幢的酒店大樓建築成如帝國大廈、克萊斯勒大樓等著名摩天大樓，其他參考的建築則包含利華大樓、西格拉姆大厦、CBS大樓，酒店前的水池則代表紐約港，而且還豎立了一個150呎高的自由女神像，士兵和水手紀念碑、布魯克林大橋、惠特尼美国艺术博物馆、埃利斯島和大中央車站。酒店還設有名為「曼哈頓快車」的過山車設備，還有酒店門前仿造的布魯克林橋等。在整間酒店內，有部分的博彩區域、酒吧、食肆和會議室都以紐約周邊地區以及地標來命名。例如在主賭場區域就被命名為中央公園等。紐約-紐約酒店有他們的商標口號「拉斯維加斯內最好（或最大）的城市」。
紐約-紐約酒店位於石中劍酒店與美高梅金殿酒店的正對面，並設有行人天橋連結該兩間酒店。

## 歷史
以紐約天際線為酒店的企劃最先於1990年代提出，是由前白宮工作人員和美國駐冰島大使席格·羅吉赫（Sig Rogich）和馬克·阿凡特（Mark Advent）所構想，羅吉赫後將這個想法與他的朋友，普里姆谷度假村（Primadonna Resorts）的負責人蓋瑞·普里姆（Gary Primm），而後1994年與美高梅總裁鮑勃·馬克西（Bob Maxey）接洽後，則選定在黃金地帶興建大型復合型設施，最終美高梅與普里姆谷度假村成立了合資企業，於1995年3月開工建設。1997 年 1 月 3 日，耗資 4.6 億美元的紐約-紐約酒店正式開業。
在九一一袭击事件之後，人們自發地發送各種貢品紛紛將大量全國各地的警察部門、消防及救援部門的T恤送到酒店。而這些東西都曾經在酒店的自由女神像前展顯過一段時間。不過，在襲擊中被毁的世界貿易中心並不包括於酒店仿制建築群當中。

## 特色項目
「曼哈頓快車」过山车，穿越酒店的內外。過山車最高處有203公尺高，最大俯衝為144公尺，速度可達每小時108公里。
另外，酒店曾有駐場表演「Zumanity」，是太陽馬戲團（Cirque du Soleil）在拉斯維加斯的第三個永久表演場地，而且亦是他們首個主要為成人而設的表演。「Zumanity」是索拉奇藝坊唯一一個禁止十八歲以下人士進場的長駐表演。2020年3月14日後，太陽馬戲團在進行最後一次演出後則取消此次表演。
此外酒店還有近 12 家酒吧和夜總會，主要迎合年輕人所需要而設置，包括九個愛爾蘭人、時代廣場酒吧（一家鋼琴酒吧）和中心酒吧。

## 圖片

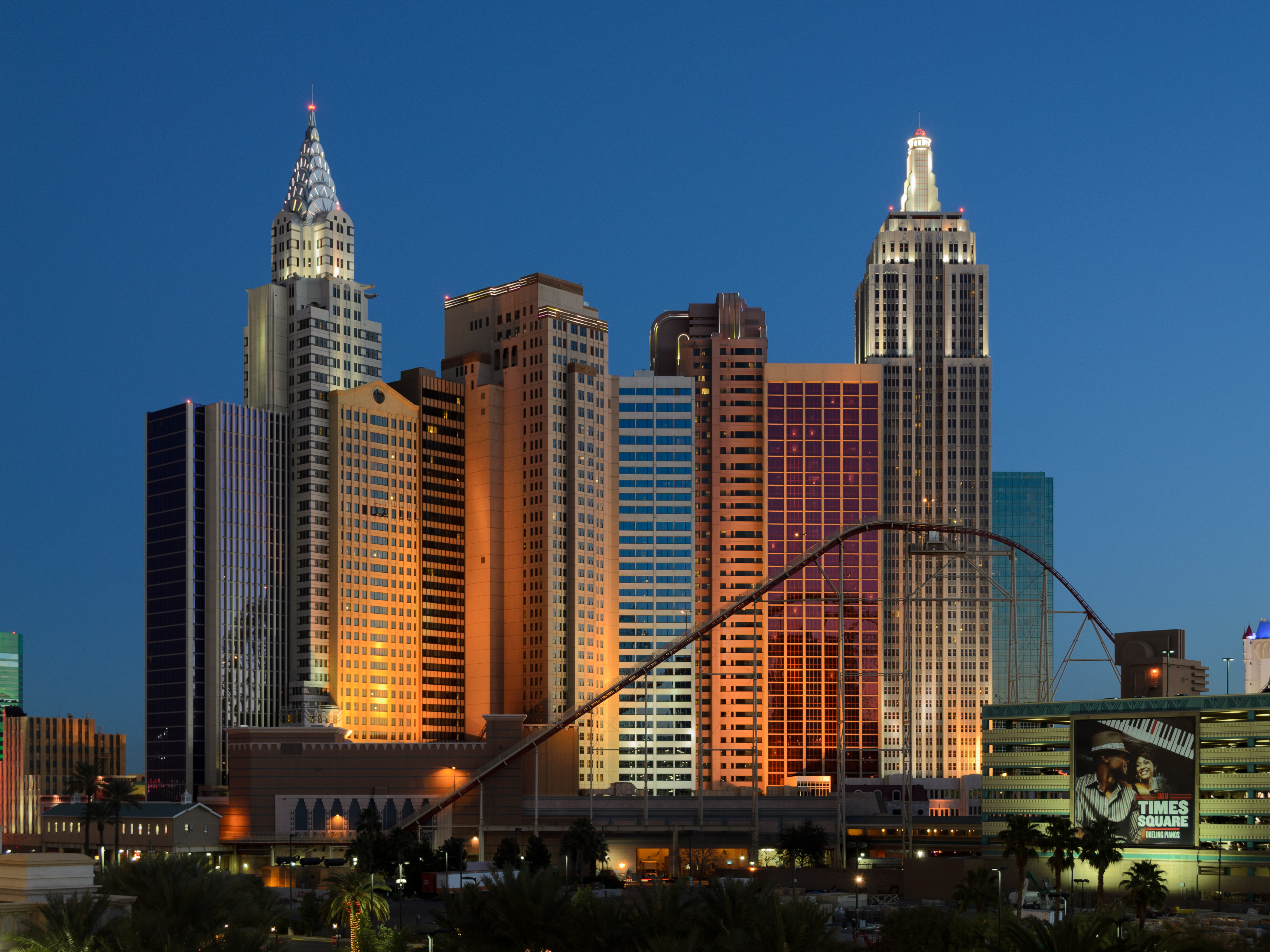
2013年的紐約-紐約酒店
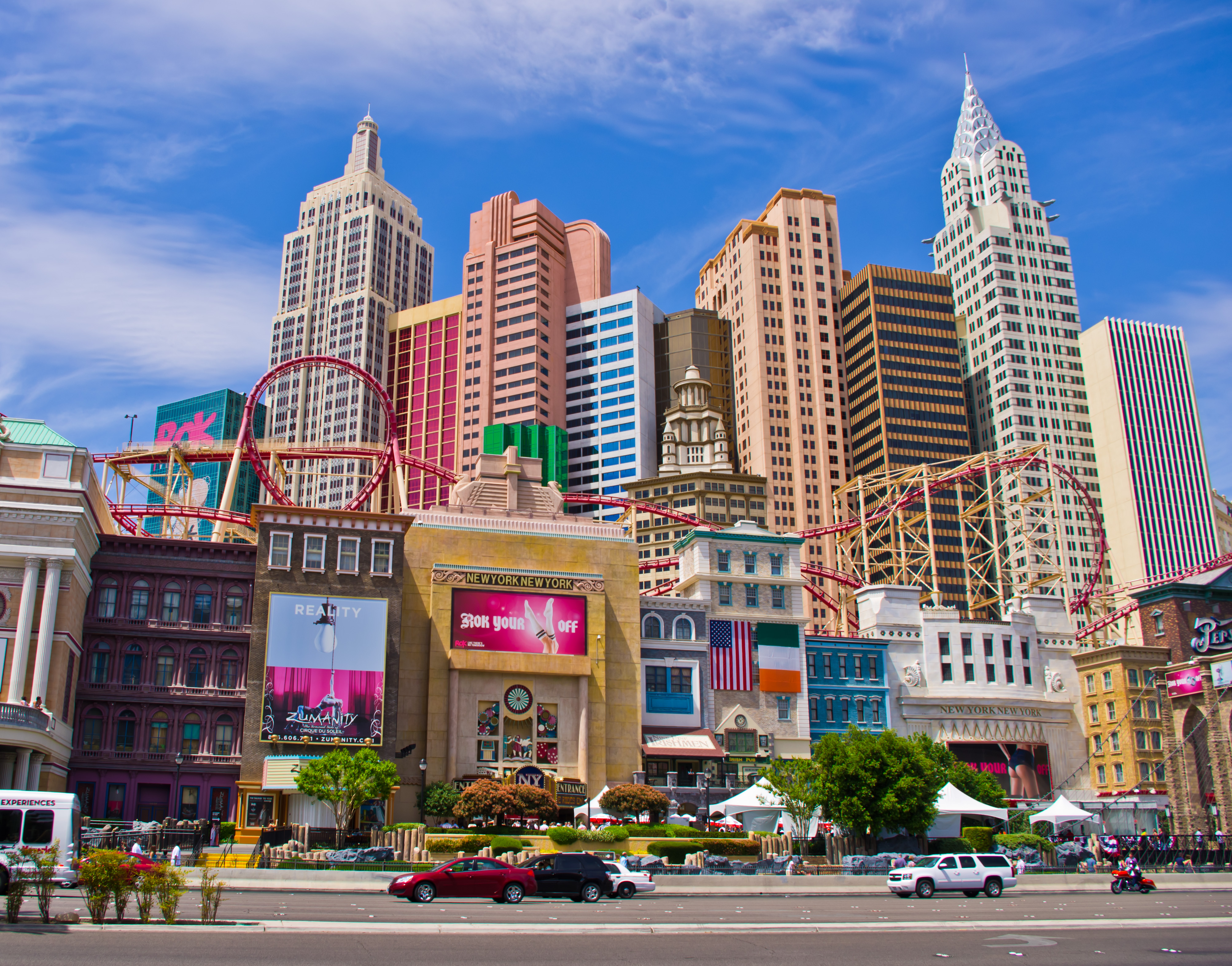
白天的紐約-紐約酒店
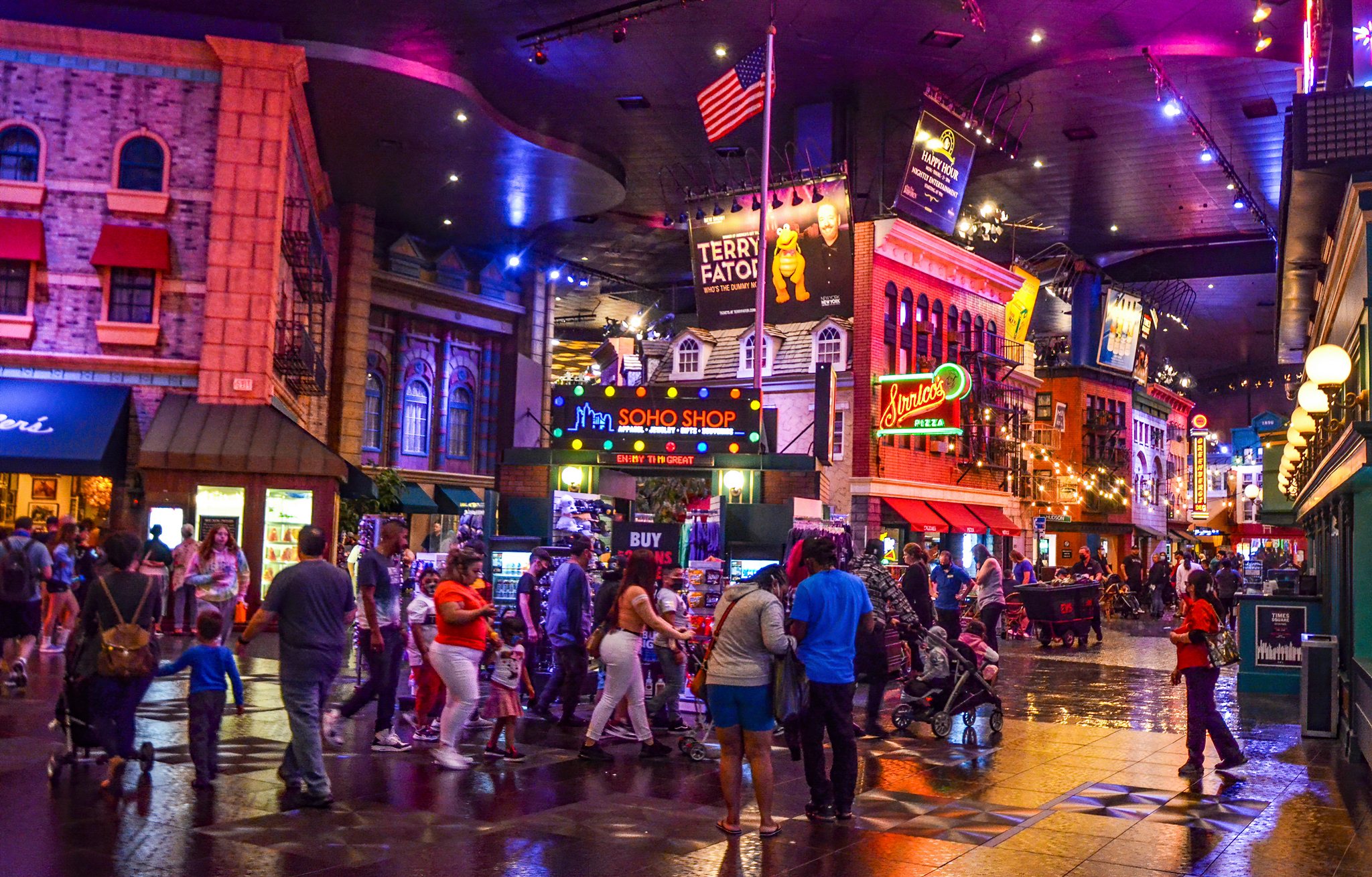
紐約-紐約酒店內部

## 資料
1. ↑  Burbank, Jeff. . Las Vegas Review-Journal. 1992-11-14  [2021-09-30]. （原始内容存档于2021-09-07）. – Factiva
2. ↑  Burbank, Jeff. . Las Vegas Review-Journal. November 14, 1992  [2021-09-30]. （原始内容存档于2021-09-07）. – Factiva
3. ↑  Berns, Dave. . Las Vegas Review-Journal. January 4, 1997  [2021-09-30]. （原始内容存档于2017-11-07）. – Factiva
4. ↑  Mead, Rebecca. . The New Yorker. 9 July 2010  [20 September 2011]. （原始内容存档于2012-11-14）.
5. ↑  . www.newyorknewyork.com.   [7 January 2019]. （原始内容存档于2019-01-20） （英语）.
6. ↑  . D&P Chevy. 18 February 2013  [7 January 2019]. （原始内容存档于2014-07-31）.
7. ↑  Babinski, Tony. . New York: Harry N. Abrams, Inc. 2004: 324-341. ISBN 0-8109-4636-X （英语）.
8. ↑  . Cirque du Soleil.   [7 January 2019]. （原始内容存档于2022-04-25） （英语）.

## 外部連結
- 官方網站 （页面存档备份，存于）
- 建築階段的圖片 （页面存档备份，存于）